# جون بوسويل
جون بوسويل (بالإنجليزية: John Boswell)‏ هو لغوي ومؤرخ أمريكي، ولد في 20 مارس 1947 في بوسطن في الولايات المتحدة، وتوفي في 24 ديسمبر 1994 في نيو هيفن في الولايات المتحدة.

## وصلات خارجية
- جون بوسويل على موقع الموسوعة البريطانية (الإنجليزية)